# 近藤笑菜
近藤 笑菜（こんどう えみな、1993年3月14日 - ）は、日本の女優。愛知県尾張旭市出身。中京大学心理学科卒業。

## 略歴
小学校から大学までを愛知で過ごし、2014年に上京する。同年『トーチソングス・グレイテスト・ヒッツ』で映画初出演。同世代の制作するインディーズ映画に出演を続け、高い演技力から話題作にも出演を重ねる。2018年3月には地元愛知県の「シアターカフェ」で出演作7本の特集上映企画「近藤笑菜映画祭 in Theatercafe」が開催された。

## 出演

### 映画
- トーチソングス・グレイテストヒッツ（2014)
- スタンドバイさくこ(2014）
- 清水、早く彼女ができればいいのに（2015）
- NONE（2015）
- 疾走（2015）
- 鬼談百景「赤い女」 （2015)
- 鬼談百景「一緒に見ていた」（2015）
- 演技の記憶〜エミとナルちゃんの場合 (2016)
- EVIL IDOL SONG (2016)
- 花に嵐 (2017）
- 檸檬（2017）
- 傷だらけの悪魔（2017）
- ハルチカ（2017）前橋菜摘 役[2]
- 少女邂逅（2018年6月30日）[3]
- 霊的ボリシェヴィキ（2018年2月10日）[4]片岡役
- 左様なら（2019年9月6日）[5]宮島佳代 役
- 無限ファンデーション（2019年8月24日）[6][7][8]
- 賭ケグルイ（2019）
- 台風家族（2019）
- Red（2020）[要出典]

- マリッジカウンセラー  結衣の決意（2021）

### テレビドラマ
- るみちゃんの事象（2015、TBS）
- パーフェクトクライム（2019、ABC）
- ひよっこ２（2019、NHK）
- 腐女子、うっかりゲイに告る。（2019、NHK）佐伯めぐみ 役
- いだてん〜東京オリムピック噺〜（2019、NHK）オリンピック組織委員 中島 役
- レンタルなんもしない人（2020、テレビ東京）11話ゲスト メイク福井 役

### 舞台
- 売春捜査官　（2015)
- メイクルーム～すかんぴんアイドル（2015)
- 1万円の使い道（2018)
- 月刊根本宗子　第15号「紛れもなく、私が真ん中の日」（2018)[9]
- 別冊「根本宗子」第7号「墓場、女子高生」（2019年10月9日‐22日）

### CM
- ケンタッキー・フライド・チキン「むしゃくしゃしたから食べました」篇（2020）

### MV
- MOROHA「革命」（2018)
- 乃木坂46「キャラバンは眠らない」（2018)

## イベント
- 近藤笑菜映画祭　＜名古屋シアターカフェ＞（2018)
- ぷち近藤笑菜映画祭＜名古屋シネマスコーレ＞（2018)
- 近藤笑菜映画祭《エミナシネマ》＜名古屋シネマスコーレ＞（2020）